# ビイウツィー (キーウ州)
ビイウツィー（ウクライナ語：Біївці́；意訳：「長の村」）は、ウクライナのキーウ州オブーヒウ地区にある村。ビイーウカ川河岸に位置する。村名はテュルク語の「ビイ」（長）に由来する。面積は約3.6km²（2005年）。人口は851人（2005年）。古名はビーイェウ（Бієв）、ビヨウツィー（Бійовци）、ビヨウツェー（Бійовце）。